# Вердер (Либц)
Вердер (њем. Werder) општина је у њемачкој савезној држави Мекленбург-Западна Померанија. Једно је од 76 општинских средишта округа Пархим. Према процјени из 2010. у општини је живјело 394 становника. Посједује регионалну шифру (AGS) 13060086.

## Географски и демографски подаци
Вердер се налази у савезној држави Мекленбург-Западна Померанија у округу Пархим. Општина се налази на надморској висини од 63 метра. Површина општине износи 18,1 km². У самом мјесту је, према процјени из 2010. године, живјело 394 становника. Просјечна густина становништва износи 22 становника/km².

## Међународна сарадња
| Мјесто     | Држава      | Врста сарадње | Од    |
| ---------- | ----------- | ------------- | ----- |
| Наровља    | Бјелорусија | партнерство   | 2004. |
| Харткирхен | Аустрија    | партнерство   | 1995. |
| Валга      | Естонија    | контакт       | 1994. |
| Извор      |             |               |       |